# Нижний Сузун
Нижний Сузун — село в Сузунском районе Новосибирской области России. Входит в состав Малышевского сельсовета.

## География
Площадь села — 32 гектара.

## Население
| 2002 | 2007 | 2010 |
| ---- | ---- | ---- |
| 43   | ↘33  | ↘31  |

## Инфраструктура
В села по данным на 2007 год отсутствует социальная инфраструктура.